# Vanishing Point (album)
Albums de Primal Scream
Give Out But Don't Give Up
(1994) Echo Dek
(1997)
Vanishing Point est le cinquième album studio du groupe écossais de rock indépendant Primal Scream sorti le 7 juillet 1997 sur le label Creation Records.

## L'album
Il a été nommé en rapport au film homonyme de 1971. Le titre Kowalski étant un hommage au personnage principal du film.
Vanishing Point a atteint la 34e place du Heatseekers. Il fait partie des 1001 albums qu'il faut avoir écoutés dans sa vie. 

## Liste des chansons
Toute la musique est composée par Bobby Gillespie, Andrew Innes et Robert Young et Martin Duffy, sauf mentions.
| No  | Titre                                                                                | Durée |
| --- | ------------------------------------------------------------------------------------ | ----- |
| 1.  | Burning Wheel                                                                        | 7:06  |
| 2.  | Get Duffy                                                                            | 4:09  |
| 3.  | Kowalski (Bobby Gillespie, Andrew Innes, Robert Young, Martin Duffy, Gary Mounfield) | 5:50  |
| 4.  | Star                                                                                 | 4:24  |
| 5.  | If They Move, Kill 'Em                                                               | 3:01  |
| 6.  | Out of the Void                                                                      | 3:59  |
| 7.  | Stuka                                                                                | 5:36  |
| 8.  | Medication                                                                           | 3:52  |
| 9.  | Motörhead (Lemmy Kilmister)                                                          | 3:38  |
| 10. | Trainspotting                                                                        | 8:07  |
| 11. | Long Life                                                                            | 3:49  |

### Musiciens
- Robert Young : guitare
- Bobby Gillespie : chant
- Andrew Innes : guitare
- Martin Duffy : clavier
- Gary Mounfield : basse
- Paul Mulreany : batterie
- Marco Nelson : basse
- Augustus Pablo : melodica
- Glen Matlock : basse
- Pandit Dinesh : tablas
- Duncan Mackay : trompette
- Jim Hunt : saxophone
- Wayne Jackson : trompette
- Andrew Love : saxophone
- Ian Dixon : clarinette
- Paul Harte : harmonica, synthétiseur